# Nama

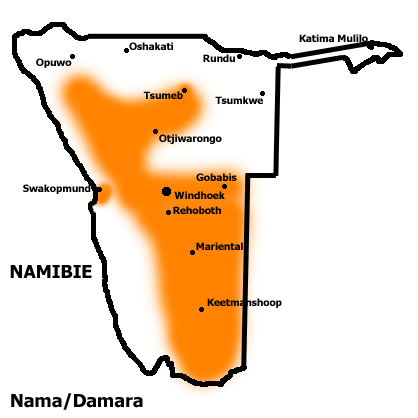
Extensió de la llengua Nama a Namíbia.

El nama (també khoi-khoi i khoekhoegowap), és la llengua khoisànida més estesa, i la parlen en Namíbia, en Botswana i Sud-àfrica unes 150.000 persones; en total la parlen unes 250.000 persones. Té la consideració oficial de llengua nacional de Namíbia, amb la designació khoekhoegowab. Les ètnies khoikhoi i damara utilitzen el nama.
L'ús de consonants clics és característic de les llengües khoisànides; també es pronuncien algunes vocals amb sons molt particulars (fins a 90 fonemes diferents), que són exclusius de les llengües khoisànides.

## Gramàtica
- Hi ha 31 consonants (20 clics i 11 sense clics).
- Hi ha 5 vocals orals i tres nasals. Les vocals poden ser llargues o breus.
- Té tres tons, [à, ā, á].
- L'ordre de la frase més usual és: subjecte + complement + verb, però també són possibles altres combinacions que poden comportar diferències en el significat.
- Per a indicar la persona, el gènere i el nombre s'utilitza una sèrie de sufixos amb clics.

## Una frase en nama
Hoaraka nùu kxoe : tota la gent negra (literalment: tota negra gent).